# Elandsgracht 117
Het gebouw of complex Elandsgracht 117 / Marnixstraat 260-264 te Amsterdam dient sinds de oplevering tot "Hoofdbureau van Politie": eerst voor de Gemeentepolitie van Amsterdam, daarna voor de Politie Amsterdam-Amstelland en vervolgens voor de Regionale Eenheid Amsterdam.
Ten noorden van het gebouw ligt de Elandsgracht, een straat die van de Prinsengracht naar de Singelgracht loopt, waar vroeger een kanaal (gracht) was, met aan de andere kant het busstation Elandsgracht. Ten westen staat het gebouw direct aan het water van de Singelgracht, aan de andere oever ligt de Nassaukade. Ten noordwesten gaat de Oude Kinkerbrug van de Elandsgracht over de Singelgracht naar de Kinkerstraat. Ten oosten van het gebouw loopt de Marnixstraat, die aan de overzijde als kade dient van de Lijnbaansgracht. Ten zuidoosten staat het wooncomplex Amsterdamsch Tehuis voor Arbeiders (ATVA, een rijksmonument) aan de Marnixstraat (266-340).

## Geschiedenis
Voor de bouw van het politiebureau was op het terrein de groentenmarkt van Amsterdam gevestigd, met daarvòòr, aan de Marnixstraat, een aantal woningen. De groentenmarkt is in 1934 vertrokken naar de Centrale Markthallen aan de Jan van Galenstraat zodat achter het rijtje woningen een gapend gat ontstond. In diezelfde periode was Amsterdam naar het westen aan het uitbreiden en was de politie over de stad uitgespreid. De kwaliteit van de meeste politie-vestigingen was matig, met slecht licht, slechte cellen, onhandige ligging. Gekozen werd daarom voor een nieuw hoofdgebouw, bij de kruising van de Elandsgracht en de Marnixstraat. Maar voor een dergelijke groot gebouw was ruimte nodig en daarom besloten de autoriteiten dat de woningen ook gesloopt moesten worden. De Dienst der Publieke Werken, met de (hoofd)architecten Cornelis van der Wilk (1895-1976) en Eduard Pieter Messer (1880-1962), ontwierp het gebouw. Eind september 1937 ging de eerste heipaal de grond in van de meer dan 3700 benodigde palen. Men schatte toen in dat de bouw ongeveer twee jaar in beslag zou nemen. In februari 1939 vond de aanbesteding plaats voor de bovenbouw, die een jaar later opgeleverd zou worden als hoofdbureau van politie. Door de Duitse inval in Nederland in 1940 liep die bouw vertraging op, het gebouw was in augustus 1941 bijna klaar en werd dus tijdens de bezettingsperiode in de oorlog opgeleverd.  
In september 1941 betrad hoofdcommissaris Tulp het nieuwe gebouw, dat een betonnen constructie heeft. Het heeft vier etages met raamstroken in stalen profielen en verder veel baksteen, opgedeeld in drie vleugels. Oorspronkelijk waren de etages naast trappen bereikbaar per paternosterlift maar later moest deze in verband met de veiligheid wijken voor een gewone lift.
Rondom een binnenhof van 40 bij 40 meter lagen een cellengebouw, een garage voor de motorpolitie, stallen voor de bereden politie. Voorts zijn er schietbanen, een timmermanswerkplaats, verwarmingsruimte, wapenkamers, opslagplaatsen en schuilkelders. Alhoewel een groot deel van de gevel zich langs de Marnixstraat uitstrekt was de publieksingang aan wat toen de Verlengde Elandsgracht heette.

## Beeldhouwwerken

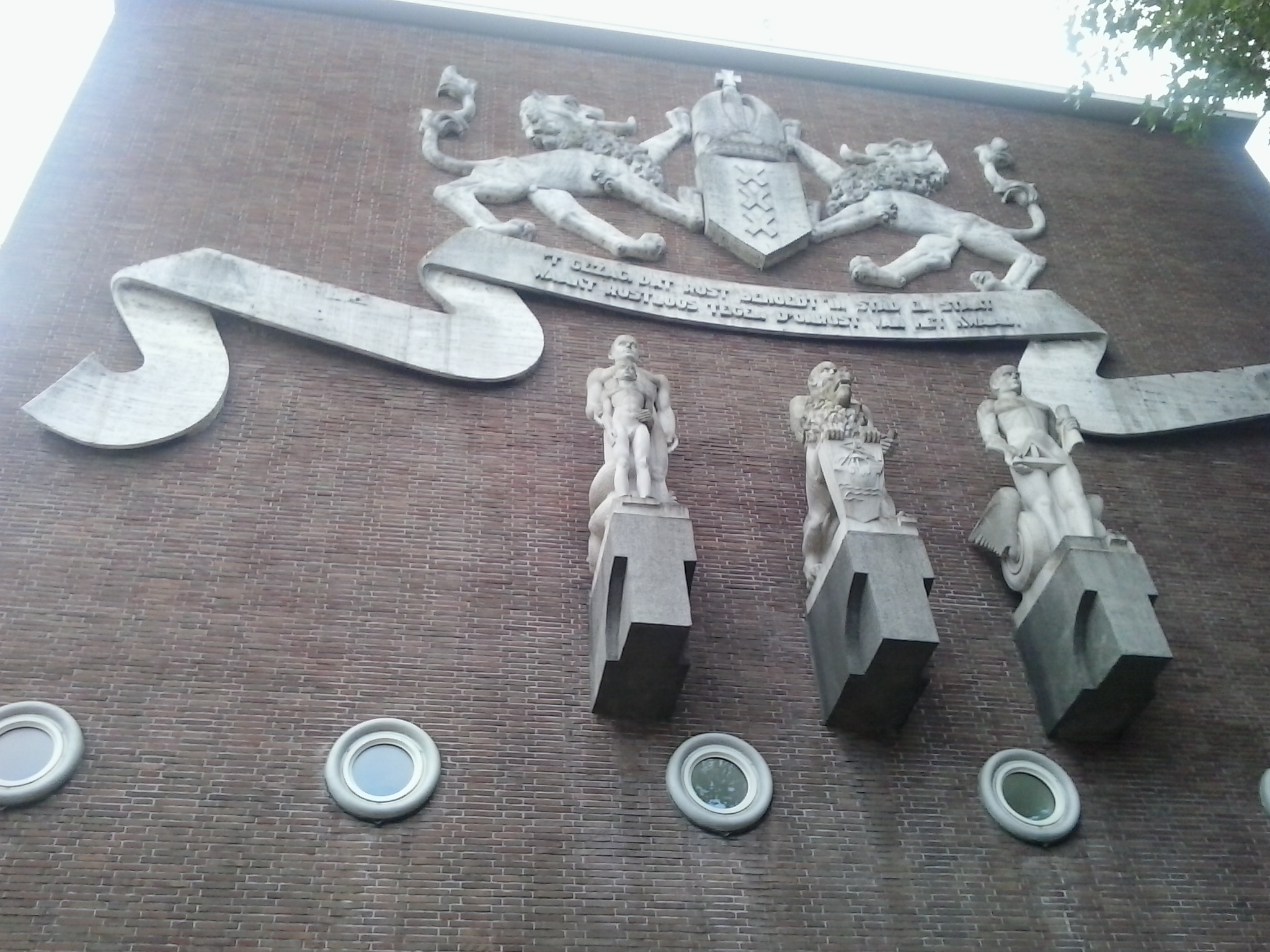
Het beeldhouwwerk op de gevel aan de Elandsgracht

Hoog boven de ingang is een reliëf aangebracht met het wapen van Amsterdam, met een keizerskroon, geflankeerd door twee leeuwen.
Onder het wapen staat, in een "lint", een dichtregel te lezen van P.H. van Moerkerken:
’t Gezag dat rust behoedt in stad en staat,
waakt rustloos tegen d’onrust van het Kwaad
Daaronder zijn drie beelden op consoles te zien, van Hildo Krop, die toen de favoriete beeldhouwer van de gemeente was (zoals ook blijkt uit vele bruggen, vaak ontworpen door Kramer):
- De kinderpolitie, een naakte man met jongen, met een draak op de achtergrond
- Het gezag, een naakte man met in de linkerhand een staf en schuin voor zich een staande leeuw, rustend op een wapenschild met een koggeschip (oudste zegel van Amsterdam)
- De verkeerspolitie, een naakte man met driehoek en opgerold document, met achter zijn voeten een gevleugeld wiel.

Aanvankelijk had Krop vier beelden voor ogen, maar de door hem voorgestelde thematiek "De vier leeftijden van de mens" (met Vrouw met kind op arm, Jongeling, Volwassen man en een Grijsaard) vonden de opdrachtgevers niet bij een politiebureau passen.

De beelden van travertijn (poreus kalksteen) bleken niet bestand tegen het Amsterdamse weer, ze werden aangetast door (zure) regen en vriezen en dooien, en in 1996/1997 werden de beelden daarom vervangen door replica’s, die werden gemaakt door Ton Mooy. 
In het gebouw is binnen op een muur in 1946 een plaquette van Nico Onkenhout aangebracht met een lijst van politiemedewerkers die slachtoffer waren geworden van de Duitse bezetting van Nederland in de Tweede Wereldoorlog voorafgegaan door de zin: 
Door stryd en ruw geweld bezweken zy
De geest wykt niet voor dwingelandy

## Afbeeldingen

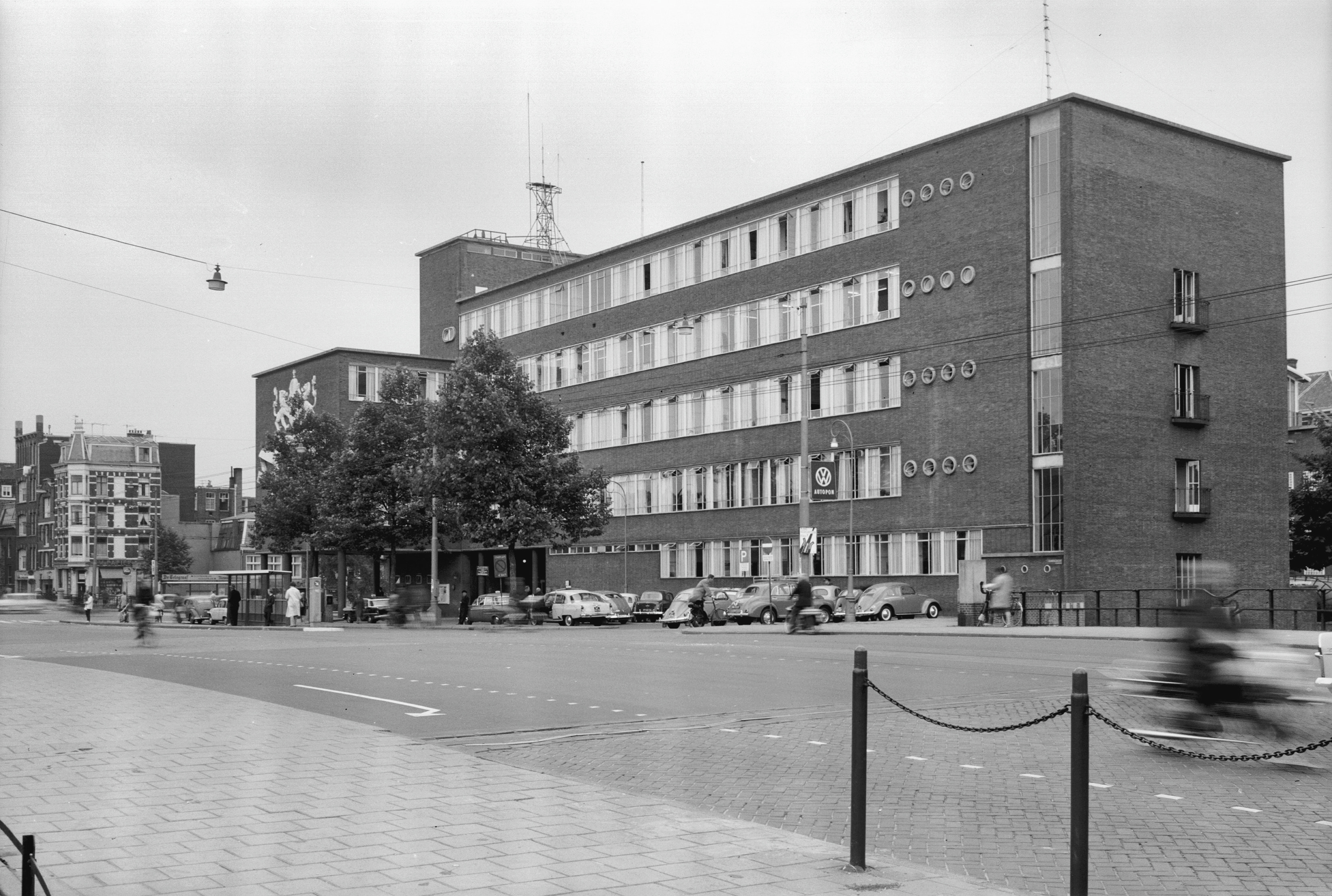
Het gebouw in 1963
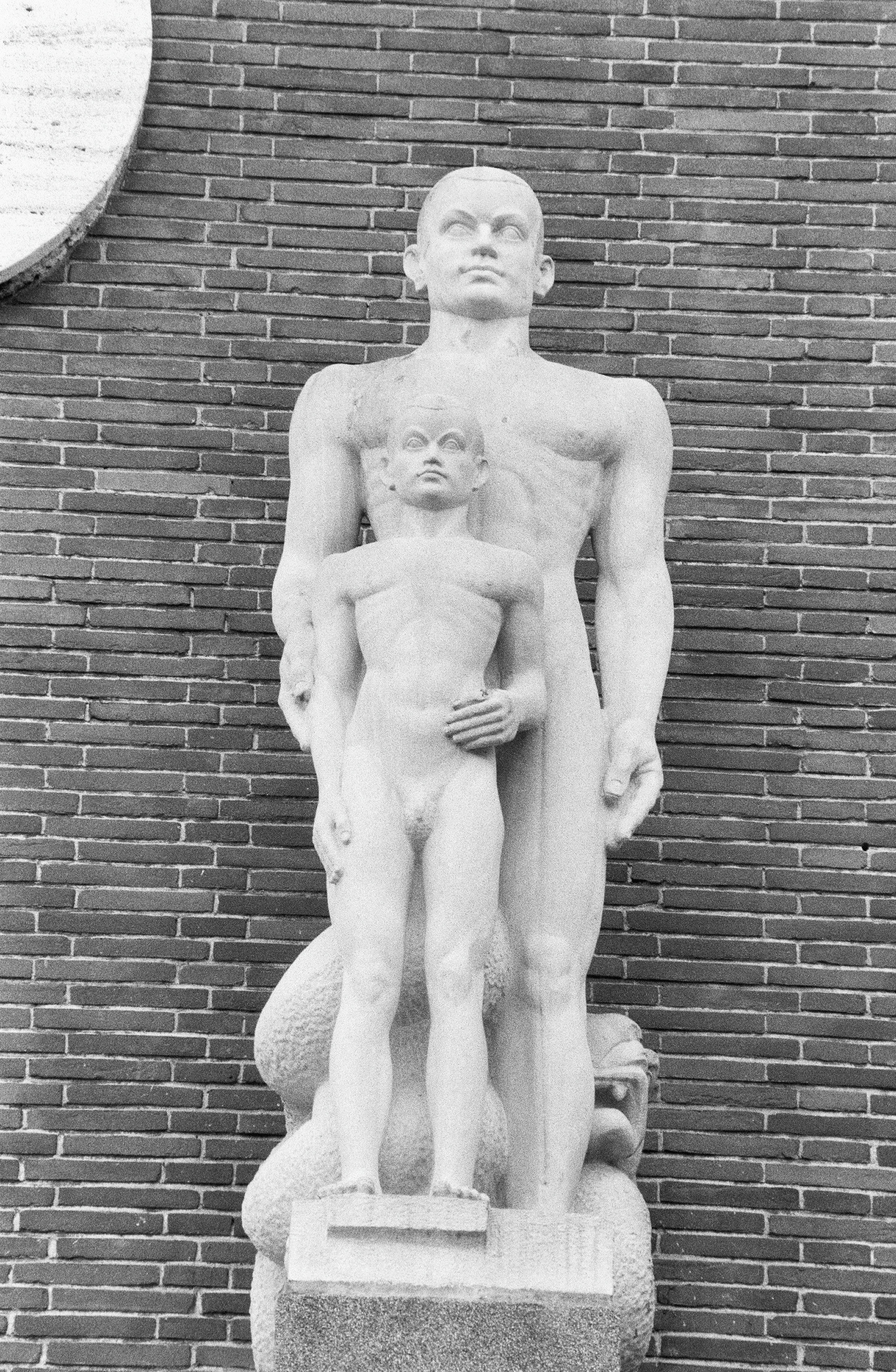
De kinderpolitie in 1999
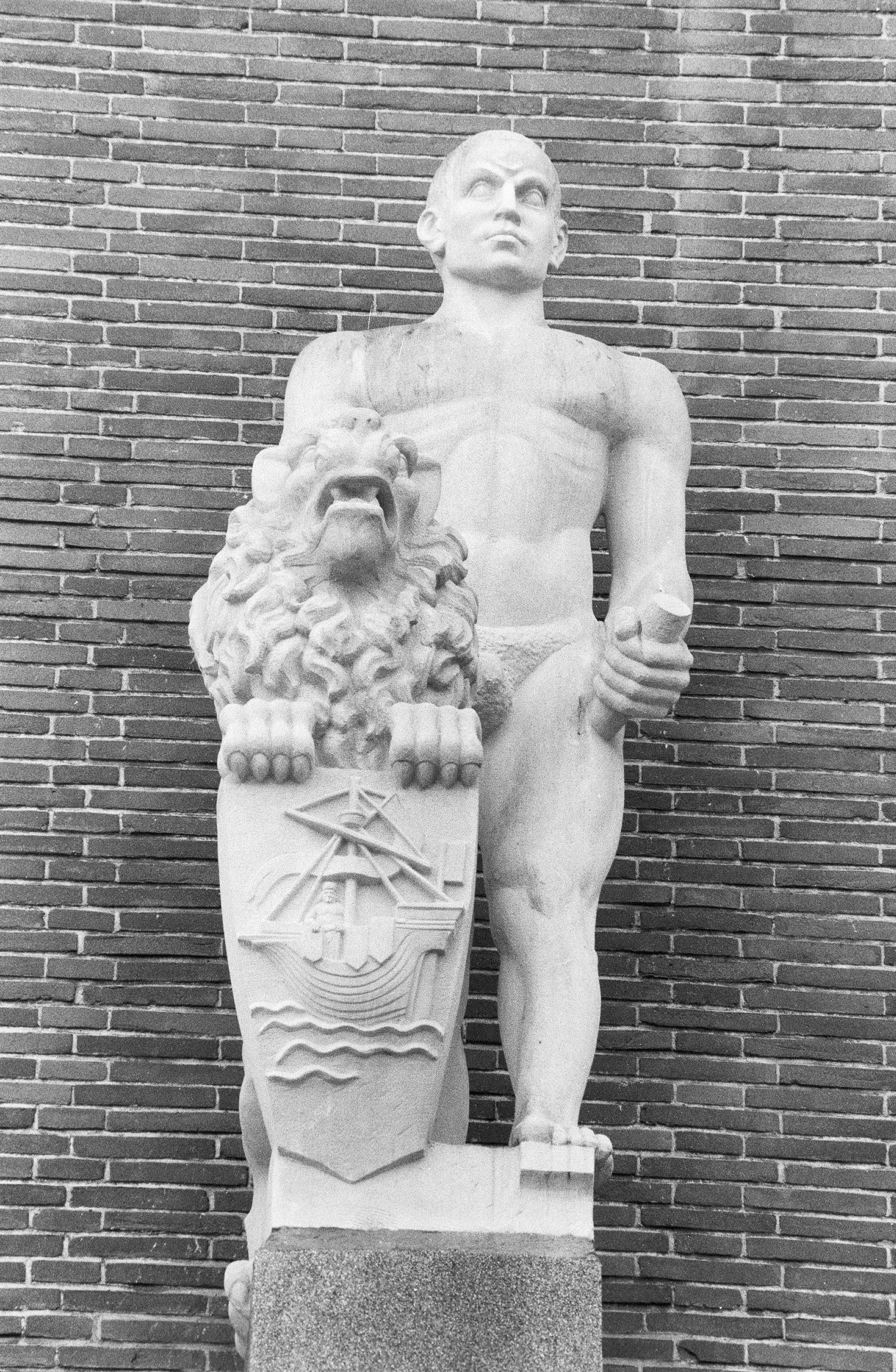
Het gezag in 1999
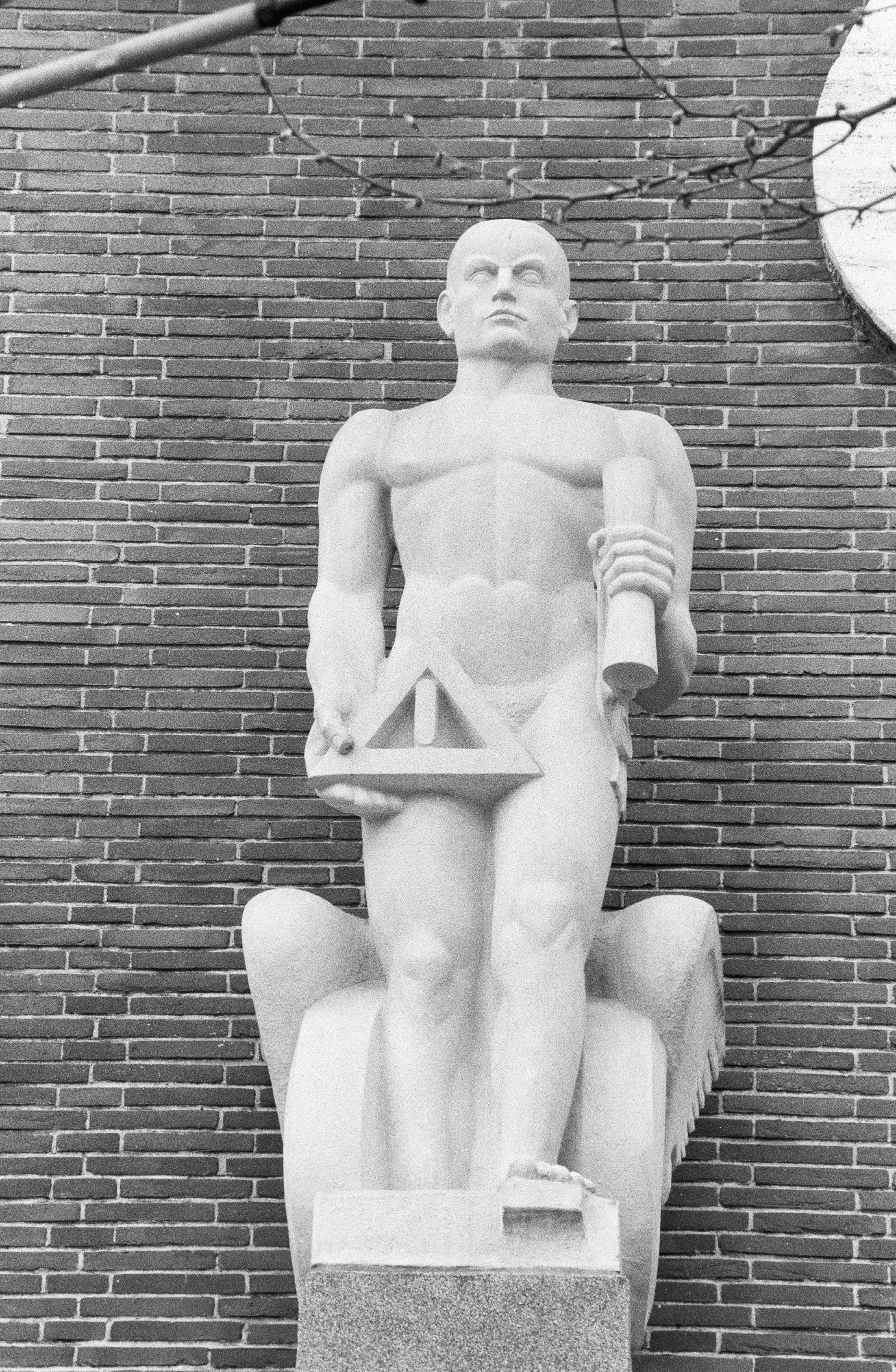
De verkeerspolitie in 1999

## Trivia
- In het gebouw werden twee edities van het Nederlands kampioenschap schaken gehouden: De kampioenschappen van 1948 en 1954.